# 荒鷲の翼
『荒鷲の翼』（あらわしのつばさ、The Wings of Eagles）は1957年のアメリカ合衆国の映画。
ジョン・フォード監督の作品で、出演はジョン・ウェインやモーリン・オハラなど。
第二次世界大戦で活躍したアメリカ海軍航空隊のフランク・W・“スピック”・ウィードの生涯を映画化している。

## キャスト
| 役名         | 俳優               | 日本語吹き替え                       | 日本語吹き替え                             |
| 役名         | 俳優               | テレビ版1                            | 東京12ch版                                 |
| ------------ | ------------------ | ------------------------------------ | ------------------------------------------ |
| スピッグ     | ジョン・ウェイン   | 小林修                               | 宮部昭夫                                   |
| ミニー       | モーリン・オハラ   | 水城蘭子                             | 藤波京子                                   |
| カーソン     | ダン・デイリー     |                                      | 富田耕生                                   |
| ドッジ       | ワード・ボンド     |                                      | 雨森雅司                                   |
| プライス     | ケン・カーティス   |                                      | 納谷六朗                                   |
| ハザード少尉 | ケネス・トビー     |                                      | 嶋俊介                                     |
| トラヴィス   | ジェームズ・トッド |                                      | 大木民夫                                   |
| 不明 その他  |                    |                                      | 肝付兼太 加藤治 北村弘一 藤本譲 鈴木れい子 |
|              |                    |                                      |                                            |
| 演出         | 演出               |                                      | 高桑慎一郎                                 |
| 翻訳         | 翻訳               |                                      | 宇津木道子                                 |
| 効果         |                    |                                      |                                            |
| 調整         |                    |                                      |                                            |
| 制作         | 制作               |                                      | 有村放送プロモーション                     |
| 解説         |                    |                                      |                                            |
| 初回放送     | 初回放送           | 1968年6月24日 『サントリー名画劇場』 | 1973年3月15日 『木曜洋画劇場』             |

## スタッフ
- 監督：ジョン・フォード
- 脚本：フランク・フェントン（英語版）、ウィリアム・ウィスター・ヘインズ（英語版）
- 原案：フランク・W・“スピック”・ウィード（英語版）
- 製作：チャールズ・シュニー（英語版）
- 撮影：ポール・C・ボーゲル（英語版）
- 音楽：ジェフ・アレクサンダー（英語版）